# Justicia sulphuriflora
Justicia sulphuriflora är en akantusväxtart som beskrevs av M. Hedrén. Justicia sulphuriflora ingår i släktet Justicia och familjen akantusväxter. Inga underarter finns listade i Catalogue of Life.